# Poissonova konstanta
Poissonova konstanta je poměr tepelných kapacit plynu při stálém tlaku a stálém objemu (celkových, měrných nebo molárních tepelných kapacit).
{\displaystyle \kappa ={\frac {C_{P}}{C_{V}}}={\frac {c_{P}}{c_{V}}}}
- {\displaystyle \kappa } je Poissonova konstanta
- {\displaystyle C_{P}} je tepelná kapacita při stálém tlaku (celková nebo molární)
- {\displaystyle C_{V}} je tepelná kapacita při stálém objemu (celková nebo molární)
- {\displaystyle c_{V}} a {\displaystyle c_{p}} jsou příslušné měrné tepelné kapacity.

Protože {\displaystyle c_{p}} je vždy větší než {\displaystyle c_{V}}, je Poissonova konstanta vždy větší než 1.
Poissonova konstanta umožňuje popsat adiabatický děj:
{\displaystyle pV^{\kappa }={\mbox{konst}}},
kde {\displaystyle p} je tlak plynu, {\displaystyle V} je objem plynu a {\displaystyle \kappa } je Poissonova konstanta.
Pro ideální plyn lze konstantu odvodit z tvaru molekuly, který udává počet stupňů volnosti soustavy.
Reálné plyny mají hodnotu této "konstanty" mírně odlišnou a navíc závislou na teplotě.

## Značení
Poissonova konstanta je obvykle značena řeckým písmenem γ pro ideální plyny nebo řeckým písmenem κ pro reálné plyny. V technické praxi se používá též písmeno k latinské abecedy.

## Výpočet
Podle definice platí
{\displaystyle \kappa ={\frac {C_{p}}{C_{V}}}={\frac {c_{p}}{c_{V}}}},
V této rovnici {\displaystyle C_{p}} je molární tepelná kapacita při stálém tlaku, {\displaystyle C_{V}} je molární tepelná kapacita při stálém objemu, {\displaystyle c_{p}} je měrná tepelná kapacita při stálém tlaku a {\displaystyle c_{V}} je měrná tepelná kapacita při stálém objemu.

## Vlastnosti
Poněvadž je {\displaystyle c_{p}>c_{V}}, platí vždy {\displaystyle \kappa >1}.

## Hodnoty pro ideální plyny
Pro klasické ideální plyny lze Poissonovu konstantu určit z počtu stupňů volnosti dané molekuly podle vzorce:
{\displaystyle \gamma \ =1+{\frac {2}{f}}\qquad } nebo také {\displaystyle \qquad f={\frac {2}{\gamma -1}}}
kde {\displaystyle f} je počet stupňů volnosti dané molekuly.
| Typ plynu                             | Počet stupňů volnosti {\displaystyle f} | {\displaystyle \gamma }                     |
| ------------------------------------- | --------------------------------------- | ------------------------------------------- |
| jednoatomový                          | 3 translační                            | {\displaystyle {\frac {5}{3}}\doteq 1,\!67} |
| dvouatomový                           | 5 (navíc dva rotační)                   | {\displaystyle {\frac {7}{5}}=1,\!4}        |
| víceatomový s pevnou molekulou        | 6 (navíc zbylý rotační)                 | {\displaystyle {\frac {8}{6}}\doteq 1,\!33} |
| víceaatomový se semirigidní molekulou | 7 (navíc jeden vibrační)                | {\displaystyle {\frac {9}{7}}\doteq 1,\!29} |

## Hodnoty pro reálné plyny
Vzduch, který je z drtivé většiny složen z dvouatomových molekul kyslíku a dusíku, lze počítat přibližně jako dvouatomový plyn. Pro reálné dvou- a víceatomové plyny obvykle tato konstanta klesá s teplotou, což lze spojit s přibývajícími stupni volnosti vlivem dostatečné energie molekul k excitaci vyšších rotačních nebo vibračních stavů.
| −200 °C            | H2  | 1,65 | 0 °C    | Suchý vzduch | 1,40 | −180 °C        | N2            | 1,43 |
| −73 °C             | H2  | 1,44 | 400 °C  | Suchý vzduch | 1,37 | 20 °C          | N2            | 1,40 |
| 20 °C              | H2  | 1,41 | 1000 °C | Suchý vzduch | 1,32 | 500 °C         | N2            | 1,36 |
| 1000 °C            | H2  | 1,36 | 2000 °C | Suchý vzduch | 1,30 | 1000 °C        | N2            | 1,32 |
| 2000 °C            | H2  | 1,31 | −55 °C  | CO2          | 1,35 | 2000 °C        | N2            | 1,30 |
| −250 °C až 1500 °C | He  | 1,67 | 20 °C   | CO2          | 1,29 | −73 °C         | CH4           | 1,34 |
| −250 °C až 1500 °C | He  | 1,67 | 400 °C  | CO2          | 1,24 | 20 °C          | CH4           | 1,31 |
| −250 °C až 1500 °C | He  | 1,67 | 1000 °C | CO2          | 1,18 | 350 °C         | CH4           | 1,18 |
| 100 °C             | H2O | 1,33 | 2000 °C | CO2          | 1,16 | 1000 °C        | CH4           | 1,11 |
| 200 °C             | H2O | 1,32 | 20 °C   | CO           | 1,40 | 20 °C          | NH3           | 1,29 |
| 500 °C             | H2O | 1,28 | 1000 °C | CO           | 1,32 | 450 °C         | NH3           | 1,20 |
| 1000 °C            | H2O | 1,23 | 2000 °C | CO           | 1,29 | 0 °C až 500 °C | Ne, Ar Xe, Kr | 1,67 |
| 2000 °C            | H2O | 1,19 | −180 °C | O2           | 1,44 | 0 °C až 500 °C | Ne, Ar Xe, Kr | 1,67 |
| 20 °C              | NO  | 1,37 | 20 °C   | O2           | 1,40 | 20 °C          | SO2           | 1,28 |
| 2000 °C            | NO  | 1,29 | 400 °C  | O2           | 1,34 | 250 °C         | SO2           | 1,22 |
| 20 °C              | N2O | 1,32 | 1000 °C | O2           | 1,31 | 15 °C          | C2H6          | 1,20 |
| 20 °C              | NO2 | 1,28 | 2000 °C | O2           | 1,28 | 15 °C          | C3H8          | 1,13 |